# Khiva
Khiva (Uzbek: Xiva, Хива; Russisk: Хива, Khiva; Persisk: خیوه Khiveh; andre historiske navne er blandt andet Khorasam, Khoresm, Khwarezm, Khwarizm, (Arabisk: خوارزم), Khwarazm, Chiwa, og Chorezm) var hovedstaden i Khwarezm og i Khiva-khanatet og er i dag en del af provinsen Khorezm i Usbekistan.
41°22′53″N 60°21′40″Ø / 41.3814°N 60.3611°Ø